# هجوم قاعدة العند
هجوم قاعدة العند كان غارة بطائرة مسيرة في يناير 2019 استهدف قاعدة العند الجوية في محافظة لحج قرب مدينة عدن الساحلية. قتلت الغارة ستة أشخاص كانوا يحضرون عرضًا عسكريًا، بمن فيهم رئيس المخابرات اليمنية، وأصيب ما لا يقل عن 25 عسكريًا  بينهم عدد من كبار الضباط في الجيش اليمني، ورئيس الأركان اليمني، ومسؤول حكومي.

## الهجوم
استهدف الهجوم عرضا عسكريا في قاعدة العند الجوية بمحافظة لحج جنوبي البلاد. وانفجرت طائرة بدون طيار من طراز قاصف -2 كي فوق العرض على ارتفاع 20 مترا وسقطت الشظايا على الأرض. لم يسبق للحوثيين استخدام هذا النموذج من الطائرات بدون طيار. وكان من بين الجرحى اللواء محمد صالح طماح رئيس المخابرات اليمنية ومحمد جواس قائد عسكري كبير وأحمد التركي محافظ لحج. توفي اللواء طماح متأثراً بجراحه في 13 يناير.

## ردود الفعل
وأعلنت قناة المسيرة التابعة للحوثيين أن أهداف ضربة قاعدة العند بطائرة مسيرة كانت لمهاجمة «قيادة الغزاة».
أدى هجوم الحوثيين بطائرة مسيرة إلى الضغط على الأمم المتحدة لتعليق محادثات السلام في اليمن.
قال آدم بارون، الزميل الزائر في المجلس الأوروبي للعلاقات الإنسانية، لشبكة أيه بي سي نيوز: «هذه خطوة غير مسبوقة وعدوانية جدًا بالنسبة لهم لضرب هذه القاعدة». وأضاف أن «الحوثيين لم ينجحوا في تنفيذ هجوم بهذا الحجم على منشأة عسكرية يمنية منذ فترة ليست بالقصيرة».
قال جيريمي بيني، خبير الأسلحة الذي يعمل كمحرر لمنطقة الشرق الأوسط وأفريقيا في، إنه يعتقد أن هذه هي المرة الأولى التي يستخدم فيها الحوثيون هذه النسخة من الطائرة بدون طيار في الميدان.